# Объединённая социалистическая рабочая партия (Бразилия)
Объединённая социалистическая рабочая партия (порт. Partido Socialista dos Trabalhadores Unificado) — политическая партия Бразилии. Основана в 1972 году. Лидер партии — Хосе Мария де Алмейда.
Член Международной лиги трудящихся — Четвертого интернационала.
Придерживается идеологии троцкизма. Одна из крупнейших партий латиноамериканского троцкистского течения — моренизма. 
Возникла как группа бразильских политических эмигрантов в Чили, которые после военного переворота Пиночета 1973 года были вынуждены бежать и оттуда. Существовала под названием «Рабочая лига», участвовала в организации Партии трудящихся и крупнейшего профсоюзного объединения Бразилии (CUT), но в 2004 году профсоюзы, ориентирующиеся на ОСРП и Партию социализма и свободы, также троцкистскую и критическую к правительству ПТ, покинули его.
На президентских выборах 1998 года, лидер — Хосе Мария де Алмейда (Се Мария) занял 7-е место из 12, получив 0,30 % голосов, в 2002 году — 5 место, получив 0,47 % голосов.
На выборах 2006 года выступила в коалиции «Левый фронт».